# Scare Me
Scare Me é um filme de terror estadunidense de 2020, escrito, dirigido e produzido por Josh Ruben em sua estréia na direção. É estrelado por Aya Cash, Chris Redd e Rebecca Drysdale.
Sua estréia mundial foi no Festival Sundance de Cinema em 24 de janeiro de 2020.

## Elenco
- Aya Cash como Fanny
- Josh Ruben como Fred
- Chris Redd como Carlo
- Rebecca Drysdale como Bettina

## Lançamento
Sua estréia mundial foi no Festival Sundance de Cinema, em 24 de janeiro de 2020. Antes, Shudder adquiriu direitos de distribuição do filme.